# Saint-Philibert (métro de Lille)
Pour les articles homonymes, voir Saint-Philibert.
Saint-Philibert (parfois appelée Lomme Saint-Philibert) est une station de la ligne 2 du métro de Lille, située à Lille, dans la commune-associée de Lomme. Inaugurée le 1er avril 1989, la station permet de desservir le centre hospitalier Saint-Philibert, le quartier Humanicité, la zone d'activité du Grand But (centre commercial Carrefour, Ikea, cinéma Kinepolis…) ainsi que le Parc Naturel Urbain de Lomme.

## Situation
La station borde la rue du Grand-But à Lomme, commune-associée de Lille. Elle est le terminus de la ligne 2 du métro de Lille et précède la station Bourg.

## Histoire
La station est ouverte le 1er avril 1989 lors de la mise en route de la ligne 1 bis, devenue en 1994 la ligne 2. Cette station doit son nom à l'hôpital Saint-Philibert se situant à l'ouest de celle-ci.

## Service aux voyageurs

### Accueil et accès
La station est bâtie sur deux niveaux : le niveau de surface (entrée, accès ascenseur, vente et compostage des billets) et le niveau aérien qui comporte les voies centrales et les quais. Les voies sont protégées par des portes palières. La station est accessible aux personnes à mobilité réduite grâce aux ascenseurs.

Architecture intérieure
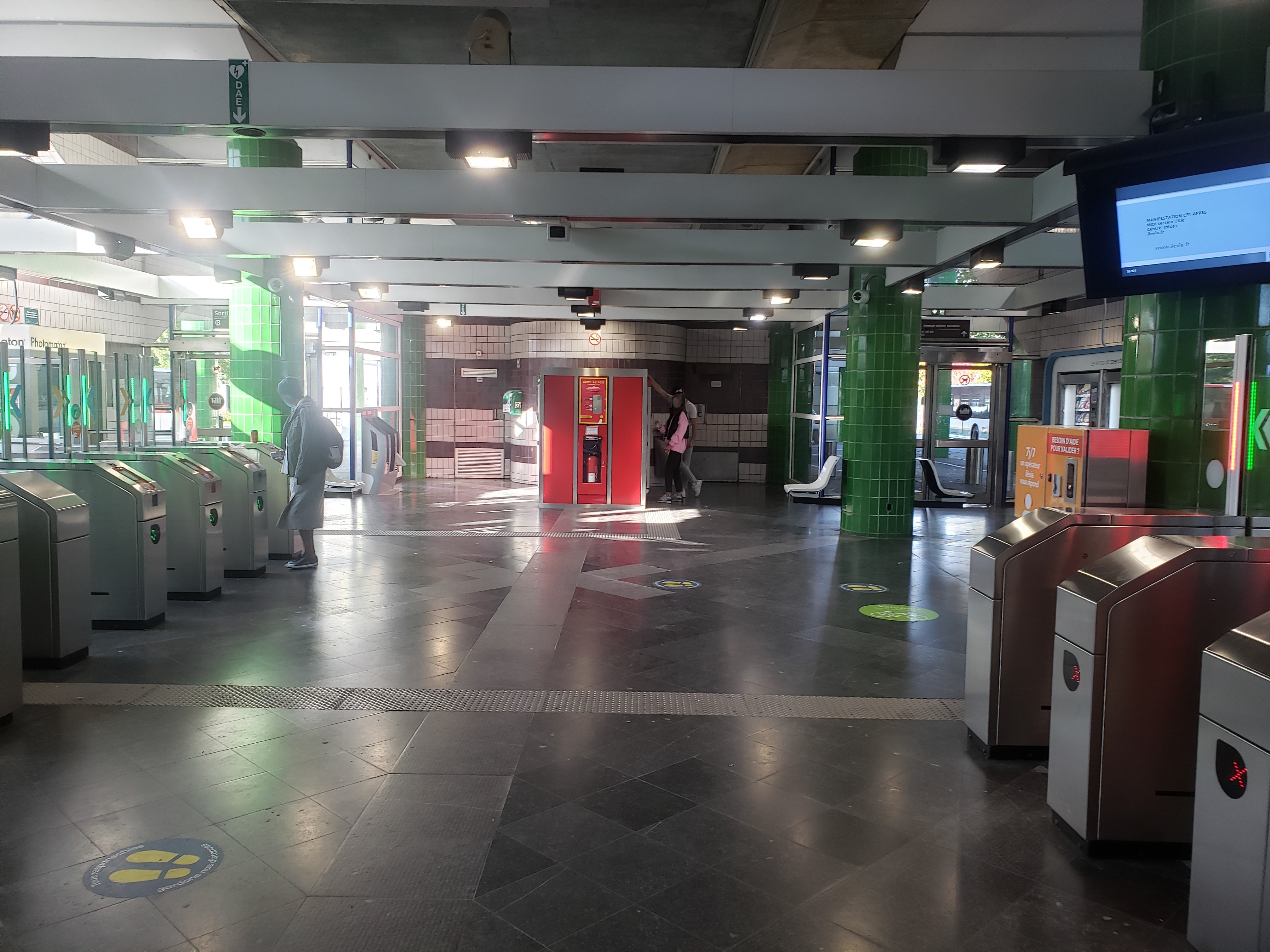
Vue du hall d'accès
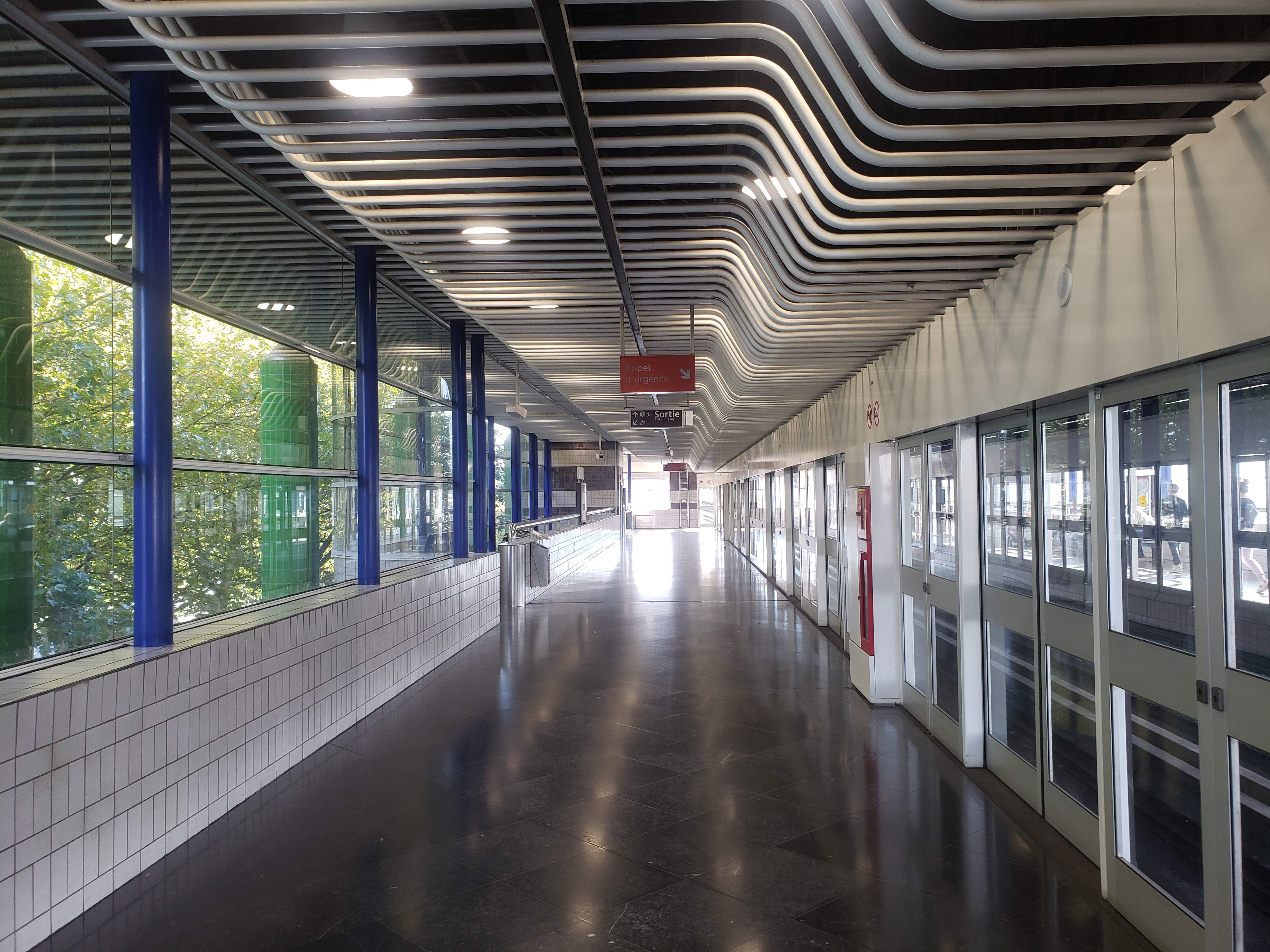
Quai terminus (52 mètres)

### Intermodalité
Un parking relais d'une capacité de 370 places et gardienné en journée est situé à proximité de la station. Il est uniqument accessible avec un titre de transport Ilévia. Un abri vélo sécurisé est également présent.
La station est desservie par les lignes L99, 61, 62, 64, 65, 75, 76, 80 et CO2 ainsi que par les lignes sur réservations 22R, 61R, 62R, 64R, 65R, 75R et 76R du réseau Ilévia.

## A proximité
- Centre Commercial Carrefour Lille Lomme
- IKEA Lille
- Hôpital Saint-Philibert
- Kinépolis Lomme
- École de cirque
- Dalkia